# FAアマチュア・カップ
FAアマチュアカップ(英: FA Amateur Cup エフエー・アマチュアカップ) は、イングランドに所在するアマチュアクラブを対象にしたかつてのサッカーの試合で1974年以前に開催された。創設は1893年、フットボール・アソシーションがプロフェッショナルとアマチュアの区別を廃止したため、終了した。

## 沿革

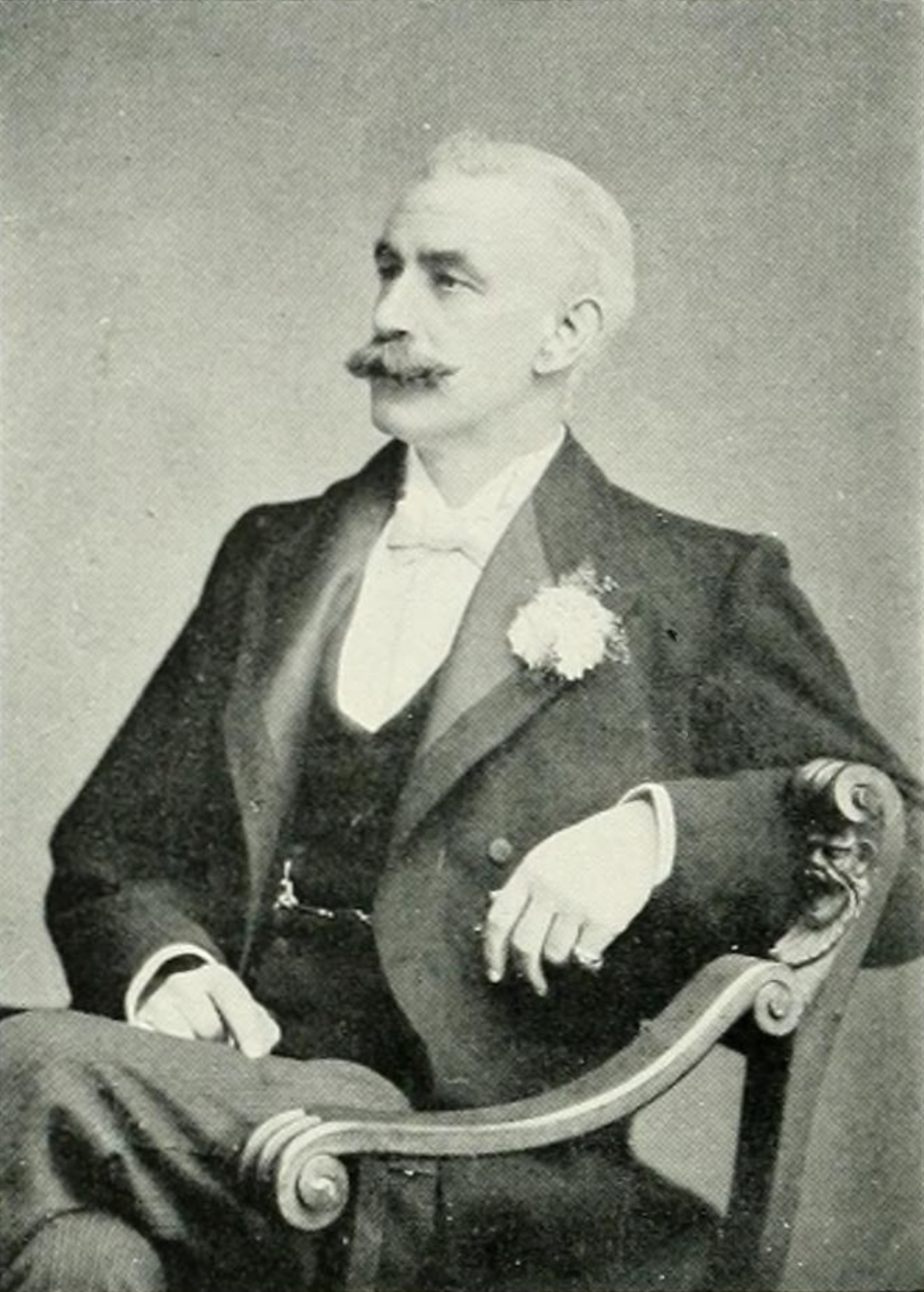
アマチュアカップ創設を推し進めたN・L・ジャクソン（コリンシアンズFC）

選手を有償で雇ってサッカークラブが試合を構えることが合法化されプロチームが生まれると、まもなくサッカーの主要なノックアウト方式であるFAカップでプロが上位を独占するようになった。この事態に応えて1892年、イングランド最古のクラブであるシェフィールドFCの評議会はアマチュアチーム専用の別のナショナル・カップ戦を新設しよう、自分たちがトロフィーの製作費を負担しても良いと提案した。フットボール・アソシエーション（FA）はこの提案をいったんは却下するものの、その1年後、提案そっくりの試合開催を決めている。アマチュアカップ小委員会の委員長に任命されたニコラス・L・ジャクソンはコリンシアンを代表し、製作代金30ポンドを手当てするとトロフィーを用意、第1回トーナメントを1893–94シーズン（英語）に催した。主要な公立学校ごとに卒業生代表を集めた同窓会クラブ12に加え、オールド・カーサジアンというチャーターハウス・スクールの元生徒チームが初の決勝戦でカジュアルFCを破った。同窓生チームの同カップ出場はFAとの論争をきっかけに1902年で止まると分離、アーサー・ダン・カップとして自分たちのような同窓生チーム専用のカップ戦を創設した。
FAがプロとアマチュアの区別を廃止すると、このカップは1973–74シーズン（英語）を最後に終了する。さかのぼること5年、イングリッシュ・フットボールリーグに加盟しないプロクラブを受け入れるFAトロフィーが始動しており、アマチュア最強のクラブは対戦相手がプロばかりのリーグに参戦し始めた。その他のアマチュアチームの受け皿には新たに FAヴェイスを設け、事実上、旧FAアマチュアカップの直系の後継とみなされた。

## 構成

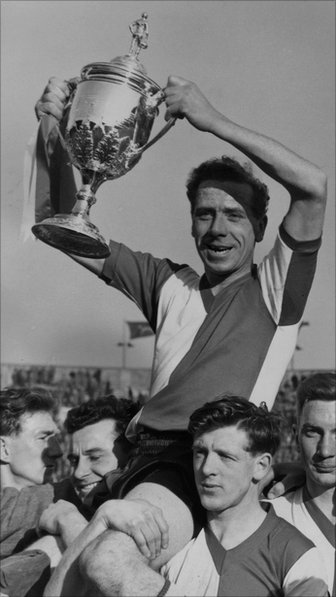
1958年の覇者、ウォーキング。

第1回トーナメントは1893年に81クラブが集まり、予選3ラウンドを介して本戦第1ラウンドを32試合にしぼり込んだ 。翌シーズンは前季の準決勝進出者を優待し、FAによる選抜クラブとともに予選ラウンドを開き、第1ラウンドを調整した。This remained the standard format until 1907、第1ラウンドの参加クラブ数が64まで伸び続けて当初の2倍に達し、準決勝の下に第4回戦まで増やすなど構成を改めながら続け、1974年に発展的に解散する。

## 試合の競技場

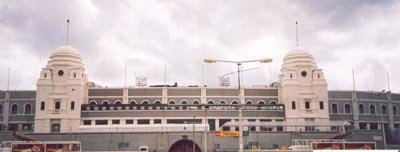
ウェンブリースタジアム。1949年から1974年まで決勝戦を開いた。

アマチュアカップの試合は創設時の規約に決めたように、対戦する2チームのどちらかのホームグラウンドで行われ、時折、他の会場に移されることもあった。引き分けの後の再試合は、前の試合でアウェーだった側のチームのグラウンドで開かれた。それでも決まらないと、通常、それ以降のリプレイは両チームから中立の会場を使った。
大会の草創期、決勝戦はさまざまな場所で開催され、通常は決勝進出チームのどちらかのホームが選ばれた。決勝戦をウェンブリー・スタジアムに移した1949年以降、このトーナメントの解散まで決勝戦はこの競技場に固定される。1950年代、決勝戦の観客動員数は10万人に達し、規模でFAカップ決勝戦に匹敵した。

## 歴代の覇者と準優勝
長年にわたり、勝者はほとんどすべてイスミアンリーグに進むロンドンならびにホームカウンティ、またはノーザン・フットボール・リーグに進むイングランド東北部に本拠を置くいずれかのチームが占めた。最多優勝クラブは10勝を挙げたビショップ・オークランドである。またアマチュアカップの優勝チームでその後プロに転向し、イングランドのフットボール・リーグに参加したのはミドルスブラ、ウェストハート・リヴァール、ウィンブルドン、ウィコム・ワンダラーズ、バーネットである。イルフォード、レイトンストーン、合併したウォルサムストウ・アベニューはEFLにも出場した。
歴代のカップ獲得クラブは36であり、そのうち、以下のクラブは２回以上、カップを持ち帰った。
| クラブ                       | リーグ                          | 回数 |
| ---------------------------- | ------------------------------- | ---- |
| ビショップ・オークランド     | ノーザンリーグ                  | 10   |
| クラプトン                   | なし/イスミアンリーグ           | 5    |
| クロックタウン               | ノーザンリーグ                  | 5    |
| ダリッジハムレット           | イスミアンリーグ                | 4    |
| ブロムリー                   | イスミアンリーグ/アテナイリーグ | 3    |
| ヘンドン                     | イスミアンリーグ/アテナイリーグ | 3    |
| レイトンストーン             | イスミアンリーグ                | 3    |
| ストックトン                 | イスミアンリーグ                | 3    |
| エンフィールド               | イスミアンリーグ                | 2    |
| イルフォード                 | イスミアンリーグ                | 2    |
| レイトン                     | アテナイリーグ                  | 2    |
| ミドルスブラ                 | ノーザンリーグ                  | 2    |
| オールドカーサジアン         | なし                            | 2    |
| ペガサス                     | なし                            | 2    |
| ウォルサムストウ・アベニュー | イスミアンリーグ                | 2    |